# Kashiwazaki, Niigata
Kashiwazaki (柏崎市 Kashiwazaki-shi) là thành phố thuộc tỉnh Niigata, Nhật Bản. Tính đến ngày 1 tháng 10 năm 2020, dân số ước tính thành phố là 81.526 người và mật độ dân số là 180 người/km2. Tổng diện tích thành phố là 442 km2

## Địa lý

### Đô thị lân cận
- Niigata
  - Izumozaki
  - Jōetsu
  - Kariwa
  - Nagaoka
  - Tōkamachi

### Khí hậu
| Dữ liệu khí hậu của Kashiwazaki, Niigata | Dữ liệu khí hậu của Kashiwazaki, Niigata | Dữ liệu khí hậu của Kashiwazaki, Niigata | Dữ liệu khí hậu của Kashiwazaki, Niigata | Dữ liệu khí hậu của Kashiwazaki, Niigata | Dữ liệu khí hậu của Kashiwazaki, Niigata | Dữ liệu khí hậu của Kashiwazaki, Niigata | Dữ liệu khí hậu của Kashiwazaki, Niigata | Dữ liệu khí hậu của Kashiwazaki, Niigata | Dữ liệu khí hậu của Kashiwazaki, Niigata | Dữ liệu khí hậu của Kashiwazaki, Niigata | Dữ liệu khí hậu của Kashiwazaki, Niigata | Dữ liệu khí hậu của Kashiwazaki, Niigata | Dữ liệu khí hậu của Kashiwazaki, Niigata |
| Tháng                                    | 1                                        | 2                                        | 3                                        | 4                                        | 5                                        | 6                                        | 7                                        | 8                                        | 9                                        | 10                                       | 11                                       | 12                                       | Năm                                      |
| ---------------------------------------- | ---------------------------------------- | ---------------------------------------- | ---------------------------------------- | ---------------------------------------- | ---------------------------------------- | ---------------------------------------- | ---------------------------------------- | ---------------------------------------- | ---------------------------------------- | ---------------------------------------- | ---------------------------------------- | ---------------------------------------- | ---------------------------------------- |
| Cao kỉ lục °C (°F)                       | 18.0 (64.4)                              | 22.6 (72.7)                              | 23.9 (75.0)                              | 30.8 (87.4)                              | 32.6 (90.7)                              | 34.6 (94.3)                              | 37.0 (98.6)                              | 38.8 (101.8)                             | 37.0 (98.6)                              | 35.1 (95.2)                              | 27.1 (80.8)                              | 22.4 (72.3)                              | 38.8 (101.8)                             |
| Trung bình ngày tối đa °C (°F)           | 6.3 (43.3)                               | 6.7 (44.1)                               | 10.1 (50.2)                              | 15.9 (60.6)                              | 21.1 (70.0)                              | 24.3 (75.7)                              | 28.3 (82.9)                              | 30.1 (86.2)                              | 26.3 (79.3)                              | 20.8 (69.4)                              | 15.1 (59.2)                              | 9.4 (48.9)                               | 17.9 (64.2)                              |
| Trung bình ngày °C (°F)                  | 3.0 (37.4)                               | 2.9 (37.2)                               | 5.5 (41.9)                               | 10.8 (51.4)                              | 16.1 (61.0)                              | 20.2 (68.4)                              | 24.3 (75.7)                              | 25.7 (78.3)                              | 21.7 (71.1)                              | 15.9 (60.6)                              | 10.2 (50.4)                              | 5.5 (41.9)                               | 13.5 (56.3)                              |
| Tối thiểu trung bình ngày °C (°F)        | −0.2 (31.6)                              | −0.8 (30.6)                              | 1.0 (33.8)                               | 5.4 (41.7)                               | 11.1 (52.0)                              | 16.3 (61.3)                              | 20.9 (69.6)                              | 21.7 (71.1)                              | 17.7 (63.9)                              | 11.6 (52.9)                              | 5.8 (42.4)                               | 1.9 (35.4)                               | 9.4 (48.9)                               |
| Thấp kỉ lục °C (°F)                      | −9.9 (14.2)                              | −11.3 (11.7)                             | −8.7 (16.3)                              | −5.2 (22.6)                              | 2.8 (37.0)                               | 7.9 (46.2)                               | 12.7 (54.9)                              | 13.5 (56.3)                              | 6.9 (44.4)                               | 2.0 (35.6)                               | −1.9 (28.6)                              | −8.1 (17.4)                              | −11.3 (11.7)                             |
| Lượng Giáng thủy trung bình mm (inches)  | 288.4 (11.35)                            | 169.3 (6.67)                             | 148.6 (5.85)                             | 109.1 (4.30)                             | 100.9 (3.97)                             | 140.6 (5.54)                             | 221.5 (8.72)                             | 176.4 (6.94)                             | 180.5 (7.11)                             | 198.7 (7.82)                             | 321.0 (12.64)                            | 356.2 (14.02)                            | 2.411,3 (94.93)                          |
| Lượng tuyết rơi trung bình cm (inches)   | 123 (48)                                 | 108 (43)                                 | 24 (9.4)                                 | 1 (0.4)                                  | 0 (0)                                    | 0 (0)                                    | 0 (0)                                    | 0 (0)                                    | 0 (0)                                    | 0 (0)                                    | 0 (0)                                    | 34 (13)                                  | 290 (114)                                |
| Số ngày giáng thủy trung bình (≥ 1.0 mm) | 25.7                                     | 20.3                                     | 18.5                                     | 13.0                                     | 10.8                                     | 11.1                                     | 13.4                                     | 11.3                                     | 13.9                                     | 15.0                                     | 20.1                                     | 24.5                                     | 197.6                                    |
| Số ngày tuyết rơi trung bình (≥ 3 cm)    | 11.7                                     | 11.0                                     | 2.7                                      | 0.1                                      | 0                                        | 0                                        | 0                                        | 0                                        | 0                                        | 0                                        | 0                                        | 3.9                                      | 29.4                                     |
| Số giờ nắng trung bình tháng             | 38.9                                     | 63.9                                     | 126.1                                    | 184.1                                    | 212.4                                    | 170.6                                    | 167.2                                    | 216.1                                    | 147.9                                    | 133.1                                    | 91.5                                     | 52.5                                     | 1.601,6                                  |
| Nguồn: Cục Khí tượng Nhật Bản            |                                          |                                          |                                          |                                          |                                          |                                          |                                          |                                          |                                          |                                          |                                          |                                          |                                          |

## Giao thông

### Đường sắt
JR East - Tuyến Echigo
- Kashiwazaki - Higashi-Kashiwazaki - Nishi-Nakadōri - Arahama - Kariwa - Nishiyama - Raihai - Ishiji

 JR East - Tuyến Shin'etsu chính
- Yoneyama - Kasashima - Ōmigawa - Kujiranami - Kashiwazaki - Ibarame - Yasuda - Kitajō - Echigo-Hirota - Nagatori

### Cao tốc/Xa lộ
- Cao tốc Hokuriku – Yoneyama IC, Kashiwazaki IC, Nishiyama IC
- Quốc lộ 8
- Quốc lộ 116
- Quốc lộ 252
- Quốc lộ 291
- Quốc lộ 352
- Quốc lộ 353
- Quốc lộ 460

## Văn hóa

### Thành phố kết nghĩa
- Nga Mi Sơn, Tứ Xuyên,  Trung Quốc (2 tháng 8 năm 1994)[4]